# نادي سيرفيت
نادي سيرفيت لكرة القدم (بالفرنسية: Servette FC)‏ نادي كرة قدم سويسري يلعب في دوري التحدي السويسري . تم تأسيس النادي في سنة 1890 .